# Lawrence Subrata Howlader
Lawrence Subrata Howlader CSC (* 11. September 1965 in Noborgram) ist ein bangladeschischer Ordensgeistlicher und römisch-katholischer Erzbischof von Chittagong.

## Leben
Lawrence Subrata Howlader besuchte das Kleine Seminar in Barishal. 1987 trat er der Ordensgemeinschaft der Kongregation vom Heiligen Kreuz bei und absolvierte das Noviziat. Anschließend studierte er Philosophie und Katholische Theologie am Notre Dame College und am Priesterseminar in Dhaka. Howlader legte am 6. August 1993 die ewige Profess ab und empfing am 31. Dezember 1994 das Sakrament der Priesterweihe.
Von 1994 bis 1995 war Lawrence Subrata Howlader als Pfarrvikar in Mariamnagar im Bistum Mymensingh tätig, bevor er Rektor des Kleinen Seminars in Jalchatra wurde. Er wirkte von 1998 bis 1999 als Pfarrvikar in Pirgacha und 2000 kurzzeitig erneut in Mariamnagar. Danach wurde Howlader für weiterführende Studien nach Rom entsandt, wo er 2004 an der Päpstlichen Universität Gregoriana ein Lizenziat im Fach Psychologie erwarb. Von 2005 bis 2009 war Howlader Novizenmeister seiner Ordensgemeinschaft in Barishal. 2006 wurde er zudem Mitglied des Provinzialrats und 2008 Kaplan der Caritas in der Region Barishal.
Papst Benedikt XVI. ernannte ihn am 7. Mai 2009 zum Weihbischof in Chittagong und zum Titularbischof von Afufenia. Der Bischof von Chittagong, Patrick D’Rozario CSC, spendete ihm am 3. Juli desselben Jahres in der Kirche St. Peter in Barishal die Bischofsweihe; Mitkonsekratoren waren Paulinus Costa, Erzbischof von Dhaka, und Joseph Salvador Marino, Apostolischer Nuntius in Bangladesch. Sein Wahlspruch Let’s enter in the house of the Lord („Zum Haus des Herrn wollen wir gehen.“) stammt aus Ps 122,1 .
Am 29. Dezember 2015 ernannte ihn Papst Franziskus zum ersten Bischof des mit gleichem Datum errichteten Bistums Barisal. Die Amtseinführung erfolgte am 29. Januar 2016. Papst Franziskus berief ihn am 19. Februar 2021 zum Erzbischof von Chittagong.
In der Bangladeschischen Bischofskonferenz ist Lawrence Subrata Howlader Präsident der Kommission für den Klerus und die Ordensleute.